# Stegopterna decafilis
Stegopterna decafilis är en tvåvingeart som beskrevs av Rubtsov 1971. Stegopterna decafilis ingår i släktet Stegopterna och familjen knott. Inga underarter finns listade i Catalogue of Life.